# Dick Garrett
Eldo "Dick" Garrett (Centralia, Illinois, 31 de enero de 1947) es un exjugador de baloncesto estadounidense que jugó durante 5 temporadas en la NBA. Con 1,90 metros de altura, lo hacía en la posición de base. Es padre del actual jugador profesional Diante Garrett.

## Trayectoria deportiva

### Universidad
Jugó durante tres temporadas con los Salukis de la Universidad del Sur de Illinois Carbondale, en las que promedió 18,1 puntos y 6,2 rebotes por partido.

### Profesional
Fue elegido en la vigésimo séptima posición del Draft de la NBA de 1969, en segunda ronda, por Los Angeles Lakers, además de ser elegido también por los Kentucky Colonels en el draft de la ABA, eligiendo la primera opción. En su primera temporada como profesional se hizo rápidamente con el puesto de titular, acompañando a Jerry West en el manejo del balón, acabando la temporada con 11,6 puntos, 3,2 rebotes y 2,5 asistencias por partido, lo que le hizo ganarse un puesto en el mejor quinteto de rookies de la NBA, al lado de gente como Kareem Abdul-Jabbar o Jo Jo White.
A pesar de su gran temporada, los Lakers no lo protegieron en el draft de expansión de la siguiente temporada, siendo elegido por la nueva franquicia de los Buffalo Braves. Su primera temporada en el equipo sería su mejor como profesional, de nuevo como titular, acabando con unos promedios de 12,9 puntos y 3,9 rebotes por partido. Jugó dos temporadas más con los braves, para en la temporada 1973-74 fichar como agente libre por New York Knicks. En los Knicks se encontró con demasiada competencia para su puesto (Walt Frazier, Henry Bibby y Earl Monroe), por lo que apenas disputó 10 minutos por partido para promediar 3,0 puntos y 1,0 rebotes.
Tras ser despedido en diciembre, al mes siguiente firmó con Milwaukee Bucks, pero la experiencia fue aún peor, ya que allí se encontró también con un trío de bases de mucha calidad: Oscar Robertson, Lucius Allen y Ron Williams, que le cerraron completamente el paso. Tras ser despedido, optó por retirarse del baloncesto. En el total de su carrera promedió 10,3 puntos y 3,0 rebotes por partido.

## Estadísticas de su carrera en la NBA

### Temporada regular
| Temporada | Edad | Equipo             | Liga | P   | TIT | MIN  | TC  | TCA  | %TC  | 3P | 3PA | %3P | TL  | TLA | %TL  | R.OF. | R.DEF. | REB | ASIS | ROB | TAP | PER | FP  | PTS  |
| 1969-70   | 23   | Los Angeles Lakers | NBA  | 73  |     | 31.8 | 4.8 | 11.2 | .434 |    |     |     | 1.9 | 2.2 | .852 |       |        | 3.2 | 2.5  |     |     |     | 3.2 | 11.6 |
| 1970-71   | 24   | Buffalo Braves     | NBA  | 75  |     | 31.7 | 5.0 | 12.0 | .414 |    |     |     | 2.9 | 3.3 | .869 |       |        | 3.9 | 3.5  |     |     |     | 3.9 | 12.9 |
| 1971-72   | 25   | Buffalo Braves     | NBA  | 73  |     | 26.1 | 4.5 | 10.1 | .442 |    |     |     | 1.9 | 2.2 | .866 |       |        | 3.1 | 2.3  |     |     |     | 3.1 | 10.8 |
| 1972-73   | 26   | Buffalo Braves     | NBA  | 78  |     | 23.1 | 4.4 | 10.4 | .419 |    |     |     | 1.2 | 1.4 | .873 |       |        | 2.7 | 2.8  |     |     |     | 2.8 | 10.0 |
| 1973-74   | 27   | TOTAL              | NBA  | 40  |     | 8.2  | 1.1 | 3.2  | .341 |    |     |     | 0.4 | 0.5 | .789 | 0.4   | 0.6    | 1.0 | 0.6  | 0.3 | 0.0 |     | 1.4 | 2.5  |
| 1973-74   | 27   | New York Knicks    | NBA  | 25  |     | 9.6  | 1.3 | 3.6  | .352 |    |     |     | 0.4 | 0.5 | .769 | 0.4   | 0.6    | 1.0 | 0.6  | 0.3 | 0.0 |     | 1.6 | 3.0  |
| 1973-74   | 27   | Milwaukee Bucks    | NBA  | 15  |     | 5.8  | 0.7 | 2.3  | .314 |    |     |     | 0.3 | 0.4 | .833 | 0.3   | 0.6    | 0.9 | 0.6  | 0.2 | 0.0 |     | 1.0 | 1.8  |
| Total     |      |                    | NBA  | 339 |     | 25.7 | 4.2 | 10.0 | .423 |    |     |     | 1.8 | 2.1 | .863 | 0.4   | 0.6    | 3.0 | 2.5  | 0.3 | 0.0 |     | 3.0 | 10.3 |

### Playoffs
| Temporada | Edad | Equipo             | Liga | P  | MIN | TCA | TC  | 3PA | 3P | TLA | TL | R.OF. | REB | ASIS | ROB | TAP | PER | FP | PTS | %TC  | %3P | %FT  | MIN  | PTS  | REB | AST |
| 1969-70   | 23   | Los Angeles Lakers | NBA  | 18 | 595 | 101 | 198 |     |    | 28  | 32 |       | 52  | 39   |     |     |     | 68 | 230 | .510 |     | .875 | 33.1 | 12.8 | 2.9 | 2.2 |
| 1973-74   | 27   | Milwaukee Bucks    | NBA  | 8  | 46  | 2   | 7   |     |    | 2   | 4  | 1     | 3   | 7    | 2   | 0   |     | 7  | 6   | .286 |     | .500 | 5.8  | 0.8  | 0.4 | 0.9 |
| Total     |      |                    | NBA  | 26 | 641 | 103 | 205 |     |    | 30  | 36 | 1     | 55  | 46   | 2   | 0   |     | 75 | 236 | .502 |     | .833 | 24.7 | 9.1  | 2.1 | 1.8 |